# Hexachord
Hexachord (někdy také hexachordon, řecky ἑξάχορδος, výraz složený z řeckých výrazů hexa - šest a chordé - struna) je v hudební teorii řada šesti po sobě jdoucích tónů nebo tónových tříd.
Hexachord byl ve středověku popsán Guidem z Arezza v jeho dopise Epistola de ignoto cantu.